# Europese PGA Tour 1992
Het 21ste seizoen van de Europese Tour bestond uit 39 toernooien.
Eind januari startte het seizoen met een nieuw toernooi, de Johnnie Walker Asian Classic in Bangkok, dat voor het eerst ook meetelde voor de Europese Tour. Winnaar was Ian Palmer, die na het opheffing van de apartheid weer welkom op de Tour was. De Asian Classic werd gevolgd door de 4de Dubai Desert Classic, daarna waren alle toernooien in Europa.
De Dubai Desert Classic en het Tenerife Open sloegen 1991 over maar kwamen in 1992 weer op de agenda. Nieuw waren de Johnnie Walker Asian Classic, de Turespana Masters, de Roma Masters, het Lyon Open V33 en het Honda Open. Het Girona Open, de Murphy's Cup, de European Pro-Celebrity en de Epson Grand Prix of Europe kwamen niet meer terug.

## Schema
| Data  | Data  | Toernooi                             | Baan                            | Land             | Winnaar              | Score | Score | Info           |
| ----- | ----- | ------------------------------------ | ------------------------------- | ---------------- | -------------------- | ----- | ----- | -------------- |
| 30-01 | 02-02 | Johnnie Walker Asian Classic         | Pinehurst Golf & Country Club   | Thailand         | Ian Palmer           | 268   | -20   | nieuw toernooi |
| 06-02 | 09-02 | Dubai Desert Classic                 | Emirates Golf Club, Dubai       | UAE              | Seve Ballesteros     | 272   | -16   |                |
| 13-02 | 16-02 | Turespaña Masters Open de Andalucia  | Málaga                          | Spanje           | Vijay Singh          | 277   | -11   | nieuw toernooi |
| 20-02 | 23-02 | Turespaña Open de Tenerife           | Golf del Sur                    | Spanje           | José María Olazabal  | 268   | -20   |                |
| 27-02 | 01-03 | Open Mediterrania                    | El Bosque Golf                  | Spanje           | José María Olazabal  | 276   | -12   |                |
| 05-03 | 08-03 | Turespaña Open de Baleares           | Santa Ponsa Golf                | Spanje           | Seve Ballesteros     | 277   | -11   |                |
| 11-03 | 14-03 | Catalan Open                         | Girona                          | Spanje           | José Rivero          | 280   | -8    |                |
| 19-03 | 22-03 | Portuguese Open                      | Vilamoura                       | Portugal         | Ronan Rafferty       | 273   | -15   |                |
| 26-03 | 29-03 | Volvo Open di Firenze                | Ugolino                         | Italië           | Anders Forsbrand     | 271   | -13   |                |
| 02-04 | 05-04 | Roma Masters                         | Castelgandolfo Country Club     | Italië           | José Maria Cañizares | 286   | -2    | nieuw toernooi |
| 09-04 | 12-04 | Masters Tournament                   | Augusta National                | Verenigde Staten | Fred Couples         |       |       |                |
| 09-04 | 12-04 | Jersey European Airways Open         | La Moye Golf Club               | Jersey           | Daniel Silva         | 277   | -11   |                |
| 16-04 | 19-04 | Moroccan Open                        | Royal Golf Dar Es Salam         | Marokko          | David Gilford        | 287   | -1    |                |
| 23-04 | 26-04 | Credit Lyonnais Cannes Open          | Golf de Cannes-Mougins          | Frankrijk        | Anders Forsbrand     | 273   | -17   |                |
| 30-04 | 03-05 | Lancia Martini Italian Open          | Monticello Golf Club            | Italië           | Sandy Lyle           | 270   | -18   |                |
| 07-05 | 10-05 | Benson & Hedges International Open   | St Mellion International Resort | Engeland         | Peter Senior         | 287   | -1    |                |
| 14-05 | 17-05 | Peugeot Spanish Open                 | R.A.C.E.                        | Spanje           | Andrew Sherborne     | 271   | -17   |                |
| 22-05 | 25-05 | Volvo PGA Championship               | The Wentworth Club              | Engeland         | Tony Johnstone       | 272   | -16   |                |
| 28-05 | 31-05 | Dunhill British Masters              | Woburn Golf Club                | Engeland         | Christy O'Connor jr. | 270   | -18   |                |
| 04-06 | 07-06 | Carroll's Irish Open                 | Killarney, Co Kerry             | Ierland          | Nick Faldo           | 274   | -14   |                |
| 11-06 | 14-06 | Mitsubishi Austrian Open             | Gut Altentann, Salzburg,        | Oostenrijk       | Peter Mitchell       | 271   | -17   |                |
| 18-06 | 21-06 | US Open                              | Pebble Beach Golf Links         | Verenigde Staten | Tom Kite             |       |       |                |
| 18-06 | 21-06 | Lyon Open V33                        | Golf Club de Lyon               | Frankrijk        | David J Russell      | 276   | -8    | nieuw toernooi |
| 25-06 | 28-06 | Peugeot Open de France               | Le Golf National                | Frankrijk        | Miguel Ángel Martín  | 276   | -8    |                |
| 01-07 | 04-07 | Monte Carlo Open                     | Mount Angel                     | Monaco           | Ian Woosnam          | 261   | -15   |                |
| 10-07 | 13-07 | Bell's Scottish Open                 | Gleneagles King's Course        | Schotland        | Peter O'Malley       | 262   | -18   |                |
| 16-07 | 19-07 | The Open Championship                | Muirfield Golf Links            | Schotland        | Nick Faldo           | 272   | -12   |                |
| 23-07 | 26-07 | Heineken Dutch Open                  | Noordwijkse Golfclub            | Nederland        | Bernhard Langer      | 277   | -11   |                |
| 30-07 | 02-08 | Scandinavian Masters                 | Barsebäck Golf Club             | Zweden           | Nick Faldo           | 277   | -11   |                |
| 06-08 | 09-08 | BMW International Open               | Golfclub München Eichenried     | Duitsland        | Paul Azinger         | 266   | -22   |                |
| 13-08 | 16-08 | USPGA Championship                   | Bellerive Golf Club             | Verenigde Staten | Nick Price           |       |       |                |
| 20-08 | 23-08 | Volvo German Open                    | Hubbelrath                      | Duitsland        | Vijay Singh          | 262   | -26   |                |
| 28-08 | 31-08 | Murphy's English Open                | The Belfry Golf Club            | Engeland         | Vicente Fernández    | 283   | -5    |                |
| 03-09 | 06-09 | Canon European Masters               | Golf Club Crans-sur-Sierre      | Zwitserland      | Jamie Spence         | 271   | -17   |                |
| 10-09 | 13-09 | GA European Open                     | Sunningdale Golf Club           | Engeland         | Nick Faldo           | 262   | -18   |                |
| 17-09 | 20-09 | Trophée Lancôme                      | Golf de Saint-Nom-la-Bretèche   | Frankrijk        | Mark Roe             | 267   | -13   |                |
| 24-09 | 27-09 | Piaget Belgian Open                  | Royal Zoute Golf Club           | België           | Miguel Ángel Jiménez | 274   | -10   |                |
| 01-10 | 04-10 | Mercedes German Masters              | Stuttgart Golf Club             | Duitsland        | Barry Lane           | 272   | -16   |                |
| 08-10 | 11-10 | Honda Open                           | Gut Kaden, Hamburg              | Duitsland        | Bernhard Langer      | 273   | -15   | nieuw toernooi |
| 08-10 | 11-10 | Toyota World Match Play Championship | The Wentworth Club              | Engeland         | Nick Faldo           |       |       |                |
| 22-10 | 25-10 | Iberia Madrid Open                   | Puerto de Hierro Golf           | Spanje           | David Feherty        | 272   | -16   |                |
| 29-10 | 01-11 | Volvo Masters                        | Valderrama                      | Spanje           | Sandy Lyle           | 273   | -15   |                |

## Order of Merit
Het prijzengeld was nog in Engelse ponden, maar is achteraf naar Euro's omgezet, vandaar de vreemde bedragen.
| Rang | Speler              | Prijzengeld (€) |
| ---- | ------------------- | --------------- |
| 1    | Nick Faldo          | 991.931         |
| 2    | Bernhard Langer     | 684.478         |
| 3    | Colin Montgomerie   | 622.598         |
| 4    | Anders Forsbrand    | 584.460         |
| 5    | Barry Lane          | 551.952         |
| 6    | José María Olazabal | 539.877         |
| 7    | Tony Johnstone      | 47.284          |
| 8    | Sandy Lyle          | 466.398         |
| 9    | Vijay Singh         | 411.231         |
| 10   | Jamie Spence        | 403.139         |

1972 ·
1973 ·
1974 ·
1975 ·
1976 ·
1977 ·
1978 ·
1979 ·
1980 ·
1981 ·
1982 ·
1983 ·
1984 ·
1985 ·
1986 ·
1987 ·
1988 ·
1989 ·
1990 ·
1991 ·
1992 ·
1993 ·
1994 ·
1995 ·
1996 ·
1997 ·
1998 ·
1999 ·
2000 ·
2001 ·
2002 ·
2003 ·
2004 ·
2005 ·
2006 ·
2007 ·
2008 ·
2009 ·
2010 ·
2011 ·
2012 ·
2013 ·
2014 ·
2015 ·
2016